# Dysglyptogona murifera
Dysglyptogona murifera là một loài bướm đêm trong họ Noctuidae.